# Manbuta madrina
Manbuta madrina là một loài bướm đêm trong họ Erebidae.